# Zarzecze (rejon kowelski)
Zarzecze (ukr. Заріччя) – wieś na Ukrainie na terenie rejonu włodzimierskiego w obwodzie wołyńskim, liczy 325 mieszkańców.